# Lhuna
"Lhuna" é uma canção gravada pela banda inglesa de rock alternativo Coldplay, em parceria com a cantora e compositora australiana Kylie Minogue.

## Antecedentes
"Lhuna" foi uma canção escrita durante as sessões para o quarto álbum do Coldplay, Viva la Vida or Death and All His Friends e é conhecida por ser um dueto com o Coldplay e a cantora Kylie Minogue. Quando perguntado sobre o porquê de não incluí-la no álbum, o vocalista da banda disse: "Bom, a canção é simplesmente muito sexy. No momento em que estamos não podemos ser tão sexy. Além disso, a música não está totalmente finalizada", disse Chris Martin, à revista Q.

## Lançamento e promoção
A banda havia sugerido que a canção pudesse ser lançada em um novo álbum que poderia ser lançado em 2009, mas a mesma foi divulgada em 29 de novembro de 2008, junto com um anúncio de que seria lançada como um single de caridade em 1 de dezembro de 2008 como parte do Dia Mundial de combate à AIDS através do serviço de música Red Wire. Foi ouvida pela primeira vez online no MSN às 7:00 (GMT) da noite. Nenhum vídeo foi gravado para a canção.

### Recepção
Dan Wootton do News of the World disse, "Eu sou muito sortudo... bem, eu estava sendo o primeiro jornalista do mundo a ouvir a nova faixa de combo com uma mega música, Kyl-dplay. Isso é certo, uma das realezas do pop Kylie Minogue e o Coldplay se uniram para gravar uma canção juntos para caridade para arrecadar dinheiro para as vítimas da Aids. A faixa, chamada 'Lhuna', é brilhante —que combina a voz sexy de Kylie seriamente com os tons do assombro de Chris Martin. O resultado ficou espetacular. Na noite passada, um informante da música me disse: 'Este é O dueto do ano. Nada vai ser maior que Kylie e Coldplay. Levaram um certo número de semanas para completá-la, mas finalmente terminaram a faixa na semana passada. É algo na qual estão muito orgulhosos, porque está sendo lançado com o objetivo de arrecadar fundos para uma coisa que está muito perto de seus corações'."

## Faixas
- Download digital

1. Lhuna - 4:44

## Desempenho nas paradas musicais
| País/Parada (2009) | Melhor posição |
| ------------------ | -------------- |
| Polônia (ZPAV)     | 61             |